# تینیا ورخو
تینیا ورخو (به اسپانیایی: Tinya Warkhu) یک کوه در پرو است که در Peru, Junín Region واقع شده‌است. تینیا ورخو ۴٬۴۰۰ متر بالاتر از سطح دریا واقع شده‌است.